# Cmentarz wojenny nr 208 – Niedomice
Cmentarz wojenny nr 208 – zabytkowy cmentarz wojskowy z okresu z I wojny światowej znajdujący się w Niedomicach. Na cmentarzu spoczywają żołnierze niemieccy i rosyjscy polegli w latach 1914–1915. Artystycznie ukształtowane miejsce pochówku jest wyrazem wdzięczności dla poległych żołnierzy oraz historycznym świadectwem Wielkiej Wojny.

## Opis cmentarza

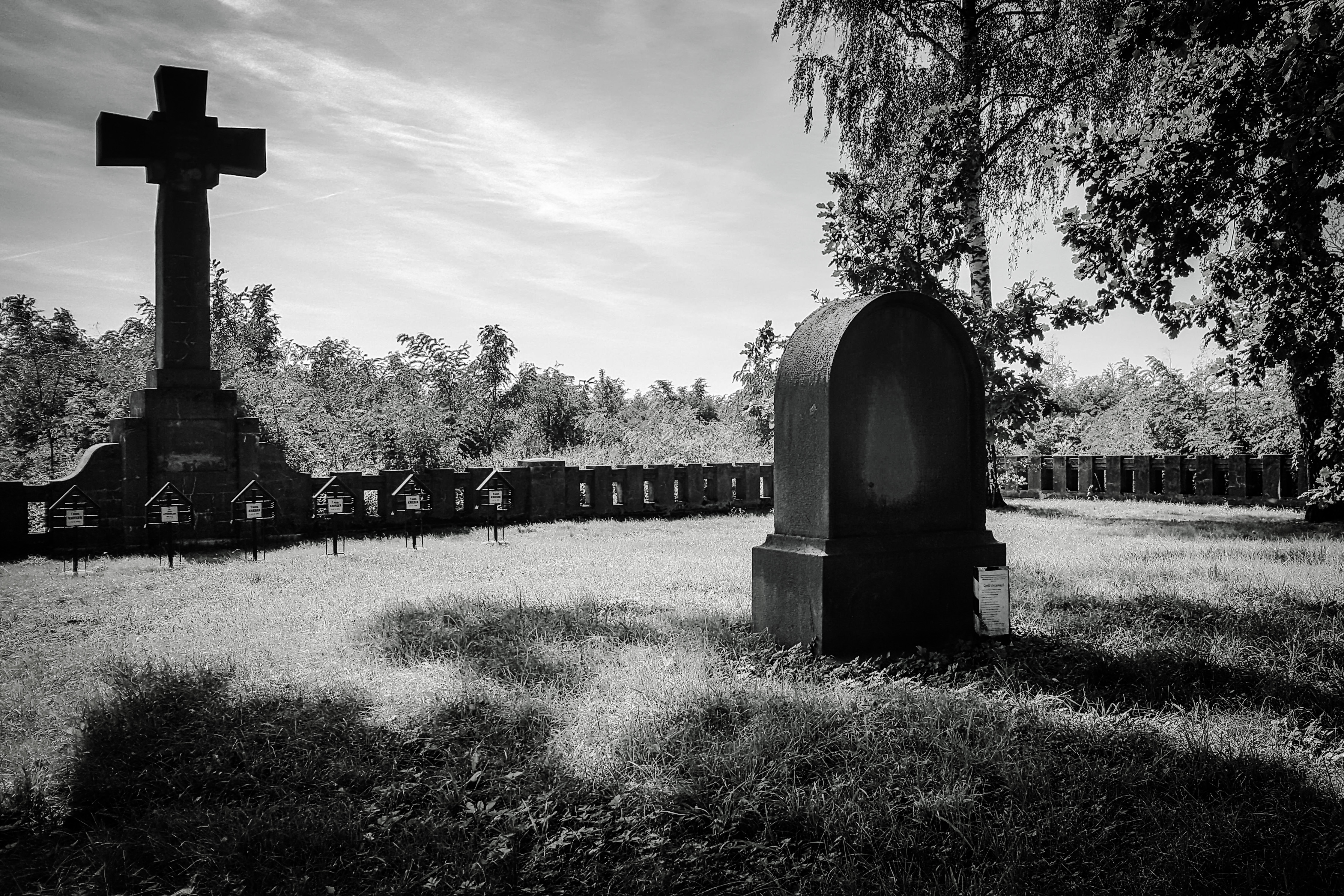
Stela na zbiorowej mogile żołnierzy rosyjskich i pomnik główny w formie krzyża

Cmentarz został zbudowany przez Oddział Grobów Wojennych C. i K. Komendantury Wojskowej w Krakowie, jest jednym z zachodniogalicyjskich cmentarzy wojennych w VII Okręgu – Dąbrowa Tarnowska. Cmentarz, w układzie symetrycznym, zaprojektował Johann Watzal – kierownik artystyczny tego okręgu. Symetria osiowa form architektury cmentarza wyraża hierarchię, przywrócony porządek oraz ducha wojskowego.
Cmentarz został założony na planie prostokąta, zajmuje powierzchnię 1987 m². Otacza go masywna betonowa balustrada z wejściem zamkniętym bramą dwuskrzydłową, wykonaną z kutego żelaza. W tylnej ścianie cmentarza ustawiono monumentalny betonowy krzyż łaciński, wsparty na czterech postawach symbolizujących cztery ewangelie. Krzyż centralny, nawiązujący do tradycji chrześcijańskiej, jest symbolem sakralizacji całego cmentarza, znakiem tryumfu życia nad śmiercią.

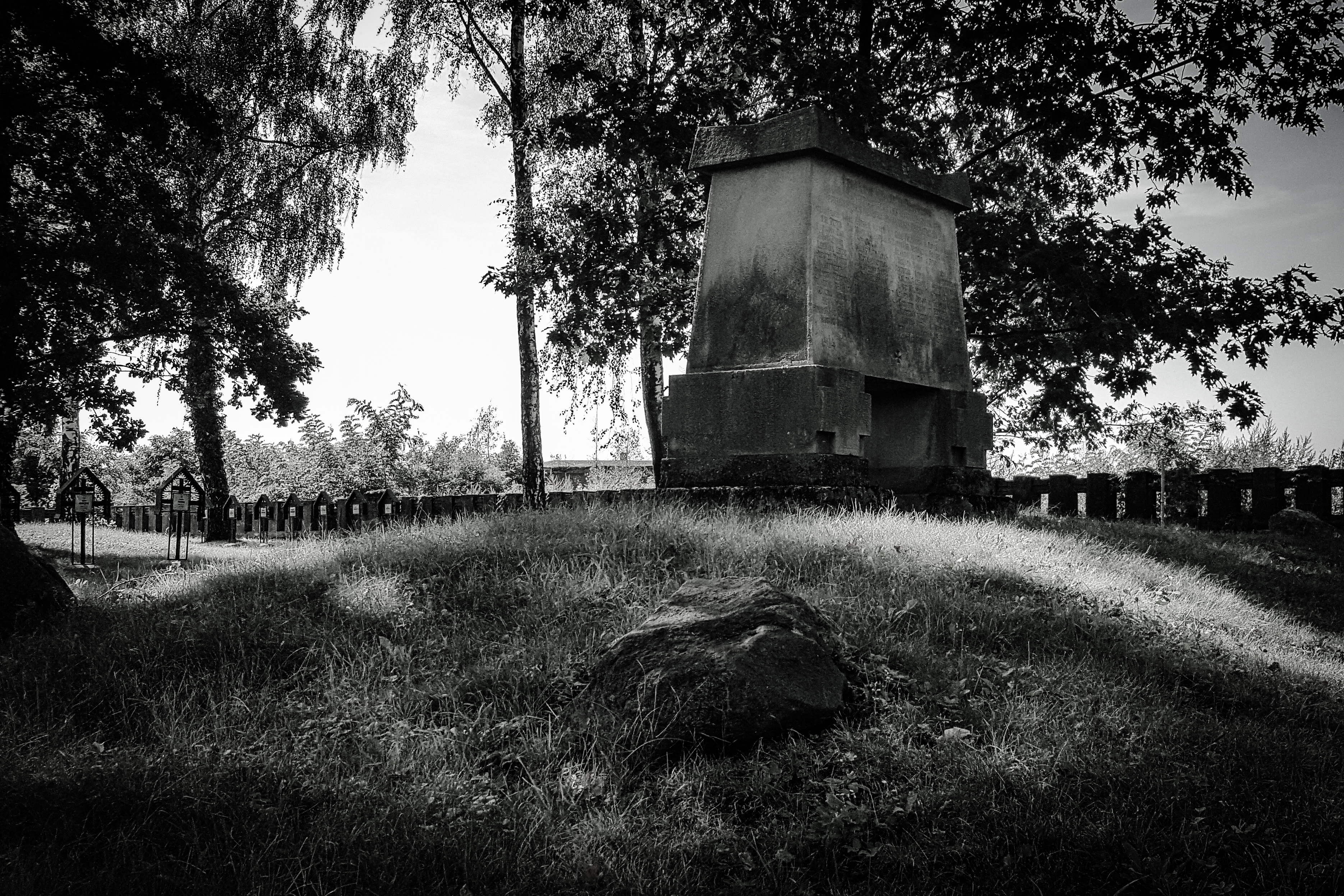
Zbiorowa mogiła żołnierzy niemieckich z 219 Pruskiego Rezerwowego Pułku Piechoty

Na osi wejścia znajdują się mogiły zbiorowe. Pierwsza mogiła w formie tumulusa, w którego czterech narożnikach umieszczono głazy to grób zbiorowy żołnierzy armii niemieckiej. Pochowano w niej jednego oficera i 49 żołnierzy z 219 Pruskiego Rezerwowego Pułku Piechoty. Ich nazwiska wyryto na pomniku nagrobnym stylizowanym na sarkofag, który ustawiono na dwóch blokach ozdobionych wzorem z motywem krzyża greckiego. Nawiązujący do antycznych form sztuki sepulkralnej nagrobek, miał podkreślać ponadczasowy charakter heroicznych bojów i wagę spraw, o które walczono. Pozostałych żołnierzy niemieckich pochowano w sześciu pojedynczych mogiłach usytuowanych z przodu tego kopca. Dalej znajdują się trzy mogiły zbiorowe, w których pochowano 234 poległych żołnierzy armii rosyjskiej. Ukształtowano je w formie kopca ziemnego na planie krzyża greckiego, na środku ustawiono półokrągłą kamienną stelę z inskrypcją. Inskrypcja wymienia imiona i nazwiska siedmiu poległych oraz liczbę 227 nieznanych. Na przedłużeniu czterech ramion kopca usytuowano po siedem grobów pojedynczych, w których spoczywają pozostali żołnierze rosyjscy.

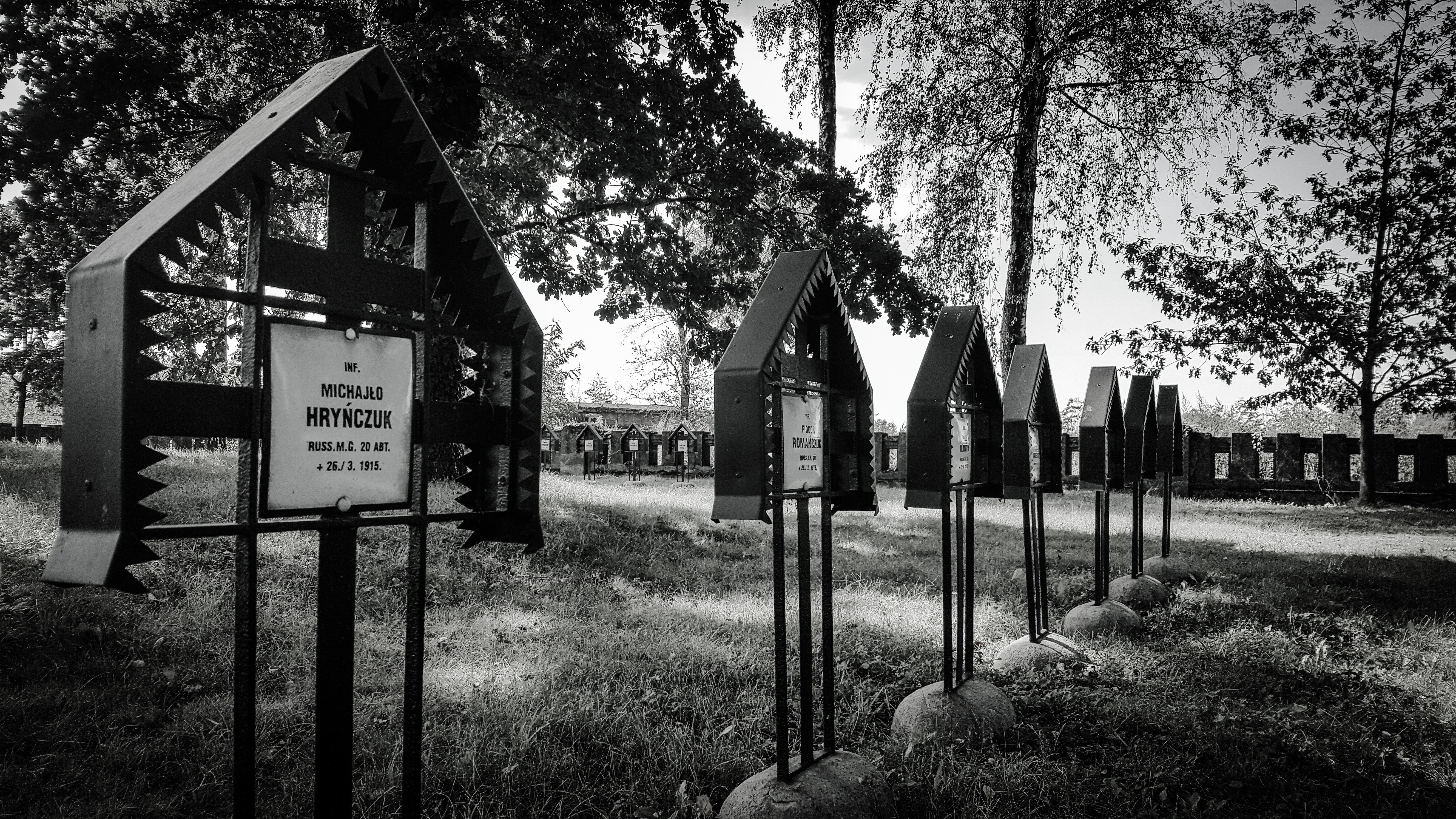
Nagrobki na mogiłach żołnierzy rosyjskich

Nagrobki żołnierzy niemieckich mają formę krzyży łacińskich osadzonych na niskich betonowych podstawach. Są to kute z żelaza krzyże listwowe z daszkiem okalającym, tzw. obdasznicą, wykonane według projektu Johanna Watzala. Trójkątne zwieńczona obdasznica, wykonana z blachy z wyciętymi ząbkami, kształtem przypomina kapliczkę, przywodząc na myśl metafizyczną, duchową stronę pamięci o poległych. Nagrobki żołnierzy rosyjskich z krzyżem patriarchalnym wykonano w tym samym stylu. Na krzyżach przynitowano białe kwadratowe tabliczki imienne, wykonane z emaliowanej blachy cynkowej.
W latach 1999–2002 cmentarz został odnowiony.

## Pochowani
Na cmentarzu w Niedomicach pochowano 56 żołnierzy armii niemieckich i 262 żołnierzy rosyjskich, w 34 grobach pojedynczych i 4 mogiłach zbiorowych. Żołnierze niemieccy spoczywają w jednej mogile zbiorowej i 6 grobach pojedynczych, żołnierze rosyjscy w trzech mogiłach zbiorowych i 28 grobach indywidualnych. Polegli w okresie od 3 grudnia 1914 do 5 maja 1915 roku. Twórcy cmentarza znali nazwiska i przynależność pułkową 77 pochowanych.
We wrześniu 1939 roku na cmentarzu pochowano nieznanych żołnierzy.